# Honingraatpaneel

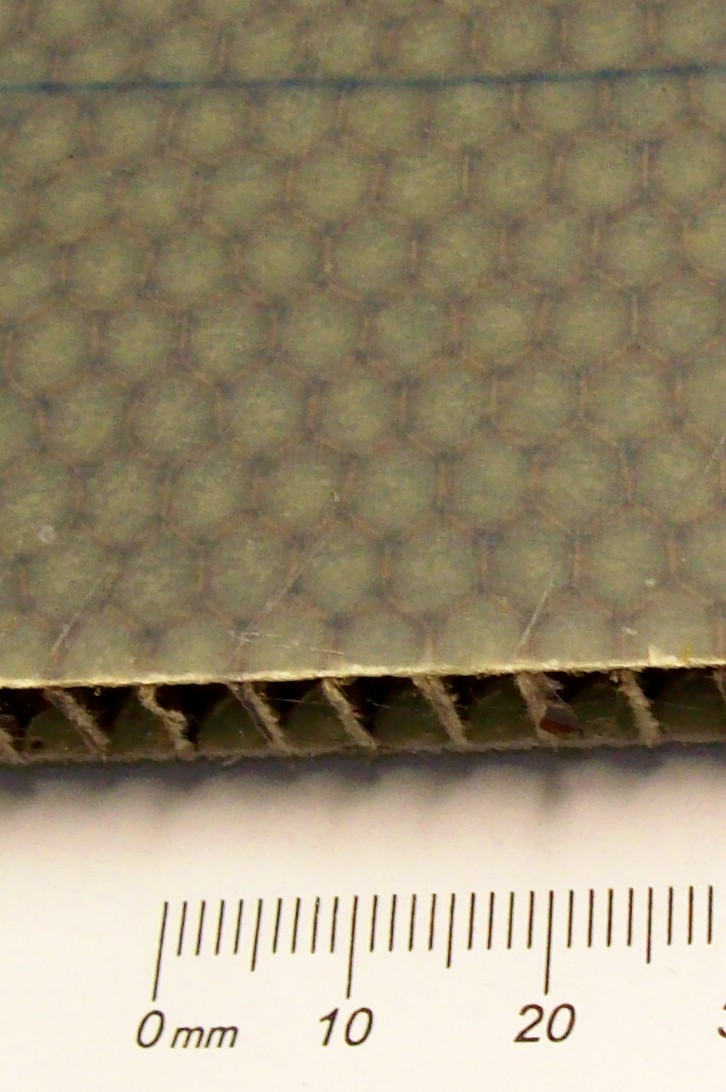
Een honingraatpaneel van glasvezelversterkte kunststof.

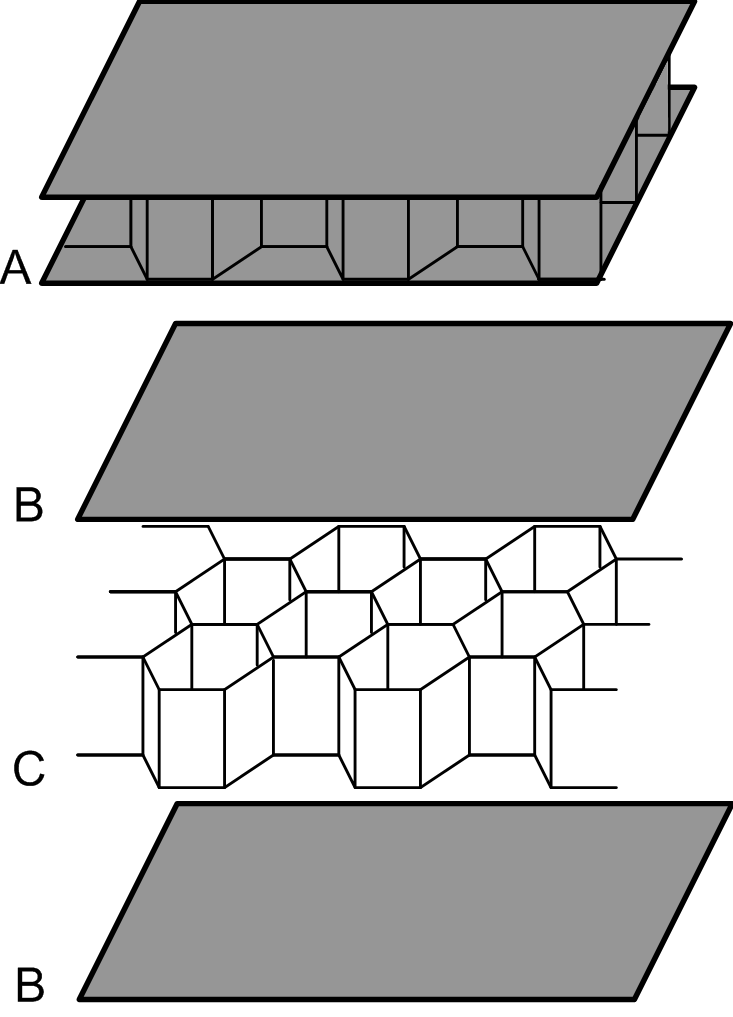
Opbouw van een paneel.
A samengesteld paneel
B laminaatlaag
C honingraat tussenlaag

Honingraatpanelen zijn panelen, die uit verschillende lagen zijn opgebouwd, waarbij de binnenlaag uit een structuur bestaat, die als een bijenraat is opgebouwd. De bijenraat of honingraat bestaat uit tegen elkaar aan liggende regelmatige zeshoeken, met er overheen en eronder een laminaatlaag. Het blijkt dat dit de meest efficiënte manier is om een ruimte in compartimenten op te delen.
Honingraatpanelen zijn lichtgewicht laminaten met een hoge vormstijfheid, ideaal voor constructieve toepassingen waarbij het gewicht een grote rol speelt, zoals bij vliegtuigen. Honingraatpanelen worden ook veel als verpakkingsmateriaal toegepast.
Het honingraatpaneel komt in de natuur in bijenraten voor. Vooral bijen zijn zeer bedreven in het maken van deze structuren.

## Geschiedenis
De mens ontdekte de voordelen ervan en zet deze op plaatsen in, waar de combinatie van stevigheid en licht gewicht is gewenst. Honingraatstructuren zijn een betrekkelijk vroege vorm van biomimetiek, het nabootsen van technieken uit de natuur. Met de opkomst van de luchtvaart zijn ook aluminium honingraatpanelen ontwikkeld. Pas eind jaren '40 begin jaren '50 werd het concept op grotere schaal toegepast. De honingraatpanelen worden vrij algemeen in de woningbouw in de vorm van lichtgewicht deuren toegepast.

## Fabricage
Honingraatpanelen worden samengesteld door op een honingraatvorm (C) verschillende lagen (B) te verlijmen. De honingraat (C) zelf kan op verschillende manieren worden vervaardigd. Meestal wordt het basismateriaal dusdanig geplooid, dat nadat de lagen op elkaar zijn geplaatst, er een honingraat is gevormd.
Het meest toegepast zijn honingraatpanelen gemaakt van papier of karton. In de vliegtuigbouw worden vaak vezelversterkte kunststoffen toegepast. In bijzondere gevallen worden metalen, meestal aluminium, honingraatpanelen toegepast.

## Websites
- (en)  YouTube. honeycomb production line, 2008.
- (en)  MathWorld. Honeycomb.